# Dominic Soong
Dominic Soong Chok Soon (* um 1950) ist ein kanadischer Badmintonspieler malaysischer Herkunft. 

## Karriere
Dominic Soong wurde 1973 Zweiter bei den Südostasienspielen im Herrendoppel mit Punch Gunalan. Ein Jahr später gewannen beide gemeinsam Bronze bei den Commonwealth Games. Im Thomas Cup 1976 wurde Soong Vizeweltmeister mit dem malaysischen Team. In seiner neuen Heimat Kanada gewann er bei den Einzelmeisterschaften 1978 die Herrendoppelkonkurrenz.

## Sportliche Erfolge
| Saison | Veranstaltung                 | Disziplin    | Platz | Name                                |
| ------ | ----------------------------- | ------------ | ----- | ----------------------------------- |
| 1973   | Südostasienspiele             | Herrendoppel | 2     | Dominic Soong / Punch Gunalan       |
| 1974   | Commonwealth Games            | Herrendoppel | 3     | Dominic Soong / Punch Gunalan       |
| 1975   | Südostasienspiele             | Herrendoppel | 2     | Dominic Soong / Cheah Hong Chong    |
| 1976   | Thomas Cup                    | Herrenteam   | 2     | Malaysia                            |
| 1979   | Kanada: Einzelmeisterschaften | Herrendoppel | 1     | Raphi Kanchanaraphi / Dominic Soong |